# 許水德
許水德（1931年8月1日—2021年3月31日），台灣政治人物。祖籍金門縣，原籍澎湖縣，生於高雄市，畢業於臺灣省立師範大學教育學系、國立政治大學教育學研究所。歷任臺灣省政府社會處處長、高雄市市長、臺北市市長、中華民國內政部部長、中華民國駐日代表、中國國民黨秘書長、中華民國考試院院長、世新大學董事等要職。許水德是蔣經國在政治上起用的第二批臺灣本省籍青年。自創「水車哲學」。2021年3月31日因肺炎病逝於振興醫院，享壽89歲。

## 黨內關係
早期一般普遍認為許水德是李登輝的人馬，但在李登輝離開國民黨後，許水德仍然繼續留在國民黨内，並做完考試院院長的任期。在一次與吳伯雄和馬英九共同的座談會中，許水德暗示支持馬英九選總統，但仍與李登輝維持著良好的情誼。

## 爭議
2016年11月12日，考試院前院長許水德赴中國大陸出席「紀念孫中山先生150年誕辰紀念大會」，許水德不但坐在檯下聽中華人民共和國最高領導人、中共總書記習近平演講，還起立唱中華人民共和國國歌。立法院將修法規範停止未經許可赴中國大陸參與政治活動之退職人員領取退休俸的權利。

## 名言
- 「走路都會撿到槍」：1980年代末期至1990年代初期，台灣社會陷入治安不佳。1989年10月24日，立委余政憲、許國泰質詢時提起本年元月至七月多達九十幾件綁票案，被槍殺者達四十多人，甚至黑槍氾濫，兩萬元即能買到黑星手槍。對此時任內政部長的許水德尷尬回應「這幾天我們走路真的會撿到槍」，此言一出引起台上嘩然。[5]而「走路都會撿到槍」也成為台灣治安不佳的代名詞。歌手沈文程在歌曲《1990台灣人》中，「莫怪許桑對咱大家講，出門小心不要踩到槍」即是影射許水德的名言。

- 「法院也是執政黨的」、「法院是國民黨開的」：許水德在高雄參加黨代表會議時，對於黨代表不滿查賄的抱怨回應「法院也是執政黨的」，加上相近時間發生彰化縣議長賄選案集體緩刑後[6]，此語「法院是國民黨（開）的」的說詞因此更加廣為流傳[7][8]。多用於表示司法偏藍的情況，包括在野的民進黨及新黨都曾引用。在多年流傳中，此發言的情境於網路上有了多版，被修改的最常見版本為其對林柏榕所述，並有出現在出版品著作中[9][10][11][12]。相關事件的原始報導如下：

- 國民黨秘書長許水德七月十三日在高雄參加高屏澎全國黨代表分區座談會時，因許多黨代表對中央的查賄行動大感不滿，許水德好言相勸，並說民進黨員動不動就去法院抗議，但國民黨要有風度，不能有不滿就去包圍法院，因為「法院也是執政黨的」。
- 1995年7月13日，國民黨中央黨部秘書長許水德，參加高屏澎十四全黨代表分區座談會時，省議員余慎、鍾紹和、許素葉等黨代表，針對查察賄選的行動大感不滿，措詞激動直批中央黨部，許水德好言相勸，並以「法院也是執政黨的」安撫黨代表不滿情緒。

## 著作一覽
- 《我的水車哲學:許水德六十自述》, 許水德著, 正中書局, ISBN 957-09-9575-1, 1992.
- 《全力以赴：許水德喜壽之年回憶錄》, 許水德、魏柔宜著, 商周出版, ISBN 9789866571046, 2008.
- 《感恩的故事-許水德八十八歲憶往》, 許水德、魏柔宜著, 商周出版, ISBN 9789864777174, 2019.

## 荣誉

### 中华民国勋章奖章
- 三等功绩奖章（行政院）
- 一等卿云勋章（2000年5月16日于台北总统府颁授[15]）

### 外国勋章奖章
- 旭日大绶章（日本，2015年4月29日公布[16]）

### 褒揚令
2021年4月19日，於台北市第一殯儀館舉行告別式，蔡英文總統到場親自頒贈褒揚令，由遺孀楊素華女士及長公子許逸弘先生代表接受，褒揚令全文如下：

總統府前資政、考試院前院長許水德，沖懷醇謹，練達融通。少歲家境寒蹇，砥礪淬琢，卒業現國立臺灣師範大學教育系，復獲政治大學碩士學位，標拔卓爾，暉光日新。歷任臺灣省政府社會處處長、高雄市市長、臺北市市長、內政部部長暨駐日經濟文化代表處代表等職，開展高雄軟硬體建設，築造過港隧道工程；肇啟臺北捷運史績，厚植城市治理綜效；研擬戶警分離措施，加強簡政便民服務，窮智秉誠，迭膺重寄。尤於接掌考試院期間，訂定前瞻人事法規，增益文官培訓保障；完善考選取賢功能，優化陞遷甄審制度；活絡醫事人力進用，精實專技執業範疇；健全退撫基金控管，推動行政中立要策，嘉謨計議，洞如觀火；典試衡才，創置多方。曾獲頒十大傑出青年、全國保舉特優公務人員、行政院三等功績獎章暨一等卿雲勳章等殊譽，懋猷徽音，身後榮名。綜其生平，踐履獨特水車哲學之淵旨，默纘利國安邦牖民之幹略，居軸處中，老成宿望；遺緒遐祉，卷帙芳流。遽聞松喬殂殞，悼惜曷勝，應予明令褒揚，用示政府崇禮賢彥之至意。

總　　　統　蔡英文　　　　

行政院院長　蘇貞昌　　　　